# 국도 제39호선

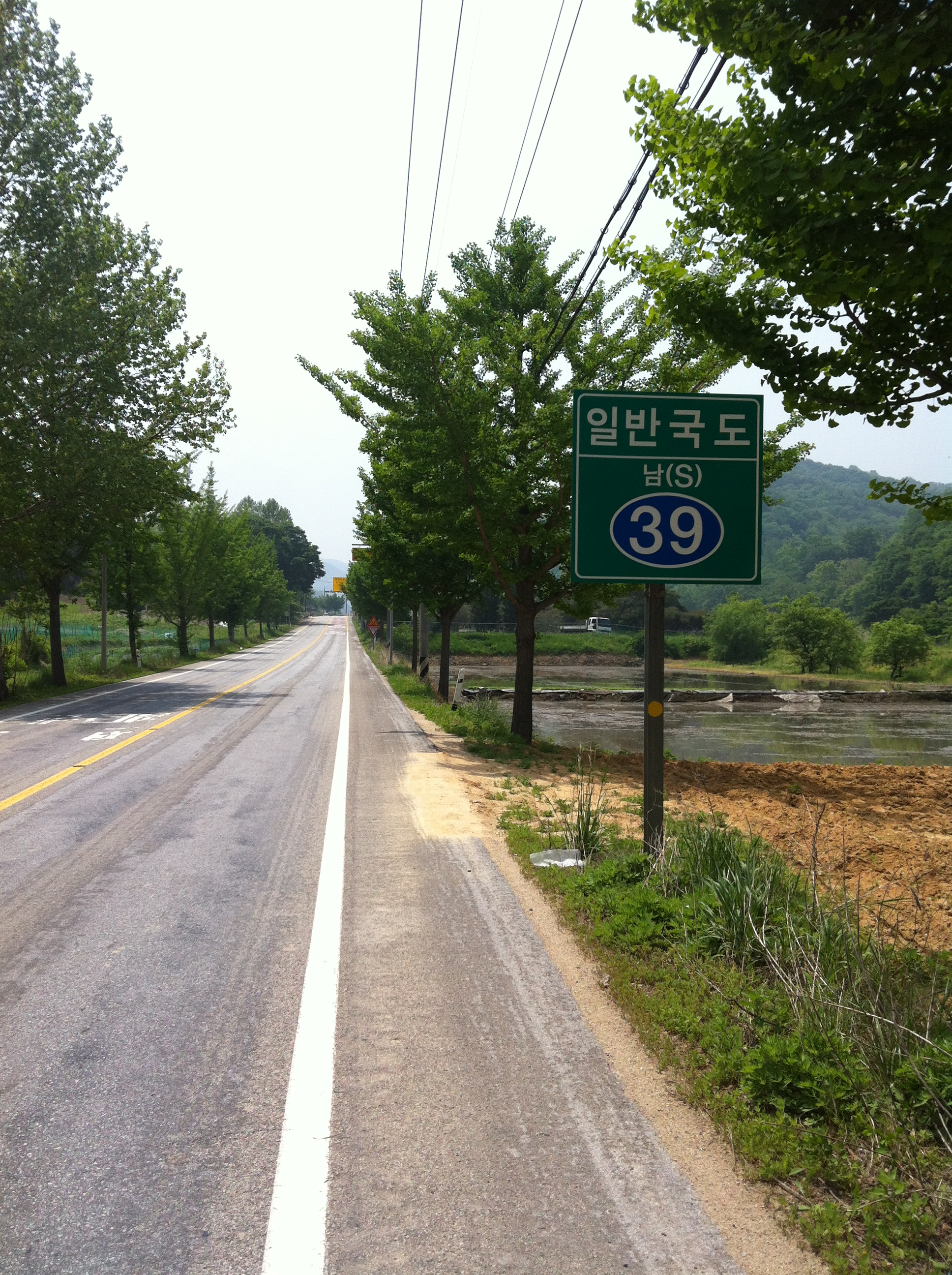
충청남도 공주시 인근을 지나고 있는 국도 제39호선

국도 제39호선 (부여 ~ 의정부선, 國道第三十九號 扶餘議政府線)은 충청남도 부여군 은산면 신대리삼거리에서 경기도 의정부시 가능동 가능 교차로를 잇는 대한민국의 일반 국도이다.
충청남도 동북부 지역인 부여군, 청양군, 공주시, 아산시 지역을 잇는 핵심 간선도로 중 하나이며, 경기도 평택시부터 의정부시까지 구간은 서해안고속도로, 영동고속도로, 수도권제1순환고속도로, 평택시흥고속도로와 나란히 노선이 지정되어 있기 때문에 이 고속도로 구간이 정체될 경우 이를 대체하는 주요 우회도로로도 활용되고 있다. 또한 평택시, 화성시, 안산시, 시흥시 공단 지역을 통과하기도 하여 이 때문에 출퇴근시간 및 주말, 연휴기간에는 극심한 정체가 발생하는 국도이기도 하다.

## 역사
- 1981년 3월 14일 : 국도 제39호선 부여 ~ 의정부선 신설[2]
- 1981년 4월 6일 : 국도로 승격된 평택군 현덕면 도계 (아산방조제) ~ 의정부시 의정부동 125 km 구간 개통[3]
- 1981년 4월 16일 : 국도로 승격된 부여군 은산면 은산리 ~ 아산군 인주면 공세리 75.732 km 구간 개통[4]
- 1981년 5월 30일 : 대통령령 제10247호 일반국도노선지정령 개정에 따라 신설된 159 km 구간으로 도로구역 결정[5]
- 1987년 8월 22일 : 온양시 온주동 800m 구간 개통, 기존 990m 구간 폐지[6]
- 1990년 2월 17일 : 기존 지정 구간인 화성군 매송면 야목리 370m 구간, 화성군 비봉면 양노리 110m 구간 폐지[7]
- 1991년 3월 9일 : 기존 지정 구간인 시흥시 하중동 구간 폐지[8]
- 1997년 11월 1일 : 안중 ~ 발안간 도로(평택시 안중면 안중리 ~ 화성군 향남면 상신리) 12.79 km 구간 개통, 기존 3.26 km 구간 폐지[9]
- 1997년 12월 23일 : 공주시 신풍면 산정리 1.3 km 구간 개통, 기존 구간 폐지[10]
- 1998년 5월 11일 : 아산댐 ~ 안중간 도로(충청남도 아산시 인주면 공세리 ~ 경기도 평택시 안중면 안중리) 12.4 km 구간 확장 개통, 기존 평택시 현덕면 권관리 아산방조제 배수갑문 남단 ~ 현덕 교차로 12.4 km 구간과 평택시 현덕면 도대리 ~ 안중면 안중리 5.8 km 구간 폐지[11]
- 1998년 10월 12일 : 부여군 은산면 희곡리 ~ 청양군 장평면 구룡리 1.4 km 구간 확장 개통, 기존 1.63 km 구간 폐지[12]
- 2000년 1월 10일 : 아산시 실옥동 ~ 인주면 공세리 14.1 km 구간 확장 개통[13]
- 2000년 12월 28일 : 행주대교(서울특별시 강서구 개화동 ~ 경기도 고양시 덕양구 행주외동) 2.523 km 구간 확장 개통, 기존 구 행주대교 1.74 km 구간 폐지[14]
- 2002년 12월 20일 : 발안 ~ 반월간 도로(화성시 향남면 상신리 ~ 안산시 사사동) 21.66 km 구간 확장 개통, 기존 화성시 향남면 제암리 ~ 안산시 건건동 구간 폐지[15]
- 2003년 1월 6일 : 아산시 염치읍 염성리 ~ 신창면 읍내리 6.6 km 구간을 자동차 전용도로로 지정[16]
- 2006년 5월 17일 : 아산시 신동 ~ 탕정면 용두리 4.9 km 구간을 자동차 전용도로로 지정[17]
- 2010년 3월 26일 : 토당 ~ 관산간 도로(고양시 덕양구 토당동 삼성당고가 ~ 관산동 두포동삼거리) 9.34 km 구간을 자동차 전용도로로 지정[18]
- 2010년 11월 22일 : 아산시 신창면 읍내리 ~ 염치읍 염성리 6.64 km 구간 확장 개통[19]
- 2010년 12월 31일 : 아산시 국도대체우회도로 개통으로 기존 아산시 염치읍 곡교리 ~ 장존동 9.3 km 구간 폐지[20]
- 2016년 4월 15일 : 송곡 교차로(아산시 염치읍 송곡리 ~ 백암리) 680m 구간 신설 개통[21]
- 2016년 10월 27일 : 장흥 ~ 송추 우회도로(양주시 장흥면 일영리 ~ 울대리) 6.88 km 구간을 자동차 전용도로로 지정[22]
- 2016년 12월 29일 : 장흥 ~ 송추 우회도로(양주시 장흥면 일영리 ~ 울대리) 8.25 km 구간 신설 개통[23]
- 2017년 1월 26일 : 아산시 국도대체우회도로 중 염성 ~ 용두(아산시 염치읍 염성리 ~ 석정리) 2.82 km 구간을 자동차 전용도로로 지정[24]
- 2017년 3월 9일 : 장흥 ~ 송추 우회도로 개통으로 인해 기존 양주시 장흥면 일영리 ~ 울대리 6.7 km 구간 폐지[25]
- 2018년 12월 28일 : 곡교 교차로(아산시 염치읍 곡교리) 램프구간 개량 개통[26]
- 2019년 12월 23일 : 염성 ~ 용두간 도로 개통으로 기존 아산시 국도대체우회도로(아산시 장존동 ~ 신창면 ~ 염치읍 곡교리) 구간을 지정 해제하고 염성 ~ 용두간 도로를 포함(아산시 장존동 ~ 신동 ~ 염치읍 곡교리)한 구간으로 노선 변경[27]
- 2019년 12월 30일 : 염성 ~ 용두간 도로(아산시 염치읍 곡교리 ~ 송곡리) 3.44 km 구간 신설 개통[28]
- 2021년 12월 17일 : 고양시 덕양구 토당동 ~ 관산동 9.34 km 구간을 자동차 전용도로로 지정[29]
- 2021년 12월 31일 : 고양시 국도대체우회도로 토당 ~ 관산간 도로(고양시 덕양구 토당동 ~ 관산동) 9.34 km 구간 신설 개통[30]
- 2024년 7월 1일 : 둔대 ~ 하중간 도로(시흥시 하중동) 1.2km 구간 확장 개통[31]
- 2024년 12월 27일 : 청양 ~ 신풍간 도로(청양군 정산면 서정리 ~ 공주시 신풍면 동원리) 12.8 km 구간 신설 개통

## 주요 경유지
충청남도
- 부여군 은산면 - 청양군 (장평면 · 청남면 · 장평면 · 청남면 · 장평면 · 청남면 · 정산면) - 공주시 (신풍면 · 유구읍) - 아산시 (송악면 · 장존동 · 초사동 · 신창면 · 염치읍 · 영인면 · 인주면) - 아산방조제

경기도
- 아산방조제 - 평택시 (현덕면 · 안중읍 · 청북읍) - 화성시 (양감면 · 향남읍 · 팔탄면 · 비봉면 · 매송면) - 안산시 (상록구 (사사동 · 건건동 · 팔곡일동 · 일동 · 이동) - 안산시 단원구 (고잔동 · 초지동 · 원곡동 · 선부동)) - 시흥시 (군자동 · 능곡동 · 광석동 · 하중동 · 매화동 · 미산동 · 은행동 · 신천동 · 대야동) - 부천시 (소사본동 · 심곡본동 · 심곡동 · 원미동 · 춘의동 · 도당동 · 내동 · 삼정동 · 오정동 · 대장동)

서울특별시
- 강서구 오곡동

인천광역시
- 계양구 (동양동 · 상야동 · 귤현동 · 상야동 · 하야동)

경기도
- 김포시 고촌읍

서울특별시
- 강서구 개화동 - 행주대교

경기도
- 행주대교 - 고양시 덕양구 (행주외동 · 행주내동 · 토당동 · 대장동 · 화정동 · 성사동 · 원당동 · 신원동 · 대자동 · 벽제동) - 양주시 장흥면 - 의정부시 가능동

## 노선
- (■): 자동차 전용도로 구간

### 충청남도
| 이름                               | 접속 노선                  | 소재지                                                        | 소재지                                                             | 비고                                                   |
| ---------------------------------- | -------------------------- | ------------------------------------------------------------- | ------------------------------------------------------------------ | ------------------------------------------------------ |
| 신대리삼거리                       | 충절로                     | 부여군                                                        | 은산면                                                             | 기점                                                   |
| 은산중학교                         | 지방도 제723호선 (충의로)  | 부여군                                                        | 은산면                                                             | 지방도 제723호선과 중복                                |
| 은산초등학교                       |                            | 부여군                                                        | 은산면                                                             | 지방도 제723호선과 중복                                |
| 구룡삼거리                         | 지천로                     | 부여군                                                        | 은산면                                                             | 지방도 제723호선과 중복                                |
| 지천교                             |                            | 부여군                                                        | 은산면                                                             | 지방도 제723호선과 중복                                |
| 청양군                             | 장평면                     |                                                               |                                                                    | 지방도 제723호선과 중복                                |
| 청양군                             | 장평면                     | (이름 없음)                                                   | 지방도 제723호선 (화산로)                                          | 지방도 제723호선과 중복                                |
| 청양군                             | 장평면                     | 장평사거리                                                    | 지방도 제645호선 (까치내로)                                        | 지방도 제645호선과 중복                                |
| 청양군                             | 장평면                     | 장평초등학교                                                  | 지방도 제645호선 (금강변로)                                        | 지방도 제645호선과 중복                                |
| 청양군                             | 장평면                     | 장평중학교                                                    |                                                                    |                                                        |
| 청양군                             | 장평면                     | 미당사거리                                                    | 도림로                                                             |                                                        |
| 청양군                             | 장평면                     | 미당교                                                        |                                                                    |                                                        |
| 청양군                             | 장평면                     | 학암교                                                        |                                                                    |                                                        |
| 청양군                             | 정산면                     |                                                               |                                                                    |                                                        |
| 청양군                             | 칠갑산 나들목 (학암삼거리) | 151호선 서천공주고속도로                                      |                                                                    |                                                        |
| 청양군                             | 신덕삼거리                 | 새울길                                                        |                                                                    |                                                        |
| 청양군                             | 정산삼거리                 | 효자길                                                        |                                                                    |                                                        |
| 청양군                             | 서정리사거리               | 칠갑산로                                                      |                                                                    |                                                        |
| 청양군                             | 서정삼거리                 | 역말길                                                        |                                                                    |                                                        |
| 청양군                             | 해남교                     |                                                               |                                                                    |                                                        |
| 청양군                             | 정산 교차로                | 국도 제36호선 (칠갑산1로)                                     |                                                                    |                                                        |
| 청양군                             | 솔티터널                   |                                                               | 연장 400m                                                          |                                                        |
| 청양군                             | 솔티터널                   |                                                               | 연장 400m                                                          |                                                        |
| 공주시                             | 솔티터널                   | 신풍면                                                        | 연장 400m                                                          |                                                        |
| 공주시                             | 청흥삼거리                 | 신풍면                                                        | 국가지원지방도 제96호선 (용수봉갑길)                               | 국가지원지방도 제96호선과 중복                         |
| 공주시                             | 입동 교차로                | 신풍면                                                        | 국가지원지방도 제96호선 (용봉입동로) 지방도 제604호선 (대룡조평길) | 국가지원지방도 제96호선과 중복 지방도 제604호선과 중복 |
| 공주시                             | 산정 교차로                | 신풍면                                                        | 국도 제32호선 (차동로)                                             | 국도 제32호선과 중복 지방도 제604호선과 중복           |
| 공주시                             | 신풍삼거리                 | 신풍면                                                        | 벌뜸길                                                             | 국도 제32호선과 중복 지방도 제604호선과 중복           |
| 공주시                             | 산정2 교차로               | 신풍면                                                        | 신풍길                                                             | 국도 제32호선과 중복 지방도 제604호선과 중복           |
| 공주시                             | 산정1 교차로               | 신풍면                                                        | 황새골길                                                           | 국도 제32호선과 중복 지방도 제604호선과 중복           |
| 공주시                             | 만천삼거리                 | 신풍면                                                        | 유구외곽로                                                         | 국도 제32호선과 중복 지방도 제604호선과 중복           |
| 공주시                             | 만천 교차로                | 신풍면                                                        | 국도 제32호선 (차동로)                                             | 국도 제32호선과 중복 지방도 제604호선과 중복           |
| 공주시                             | 만년교앞 교차로            | 유구외곽로                                                    | 유구읍                                                             | 지방도 제604호선과 중복                                |
| 공주시                             | 공주마이스터고등학교       |                                                               | 유구읍                                                             | 지방도 제604호선과 중복                                |
| 공주시                             | (이름 없음)                | 지방도 제604호선 (유구마곡사로)                               | 유구읍                                                             | 지방도 제604호선과 중복                                |
| 공주시                             | 수촌교삼거리               | 중앙1길                                                       | 유구읍                                                             |                                                        |
| 공주시                             | 수촌삼거리                 | 중앙2길                                                       | 유구읍                                                             |                                                        |
| 공주시                             | 유구교 교차로              | 창말길                                                        | 유구읍                                                             |                                                        |
| 공주시                             | 유구 나들목                | 30호선 서산영덕고속도로                                       | 유구읍                                                             |                                                        |
| 공주시                             | 덕암초등학교               |                                                               | 유구읍                                                             |                                                        |
| 공주시                             | 탑곡삼거리                 | 지방도 제618호선 (문금길)                                     | 유구읍                                                             |                                                        |
| 공주시                             | 각흘고개                   |                                                               | 유구읍                                                             |                                                        |
|                                    | 아산시                     | 송악면                                                        |                                                                    |                                                        |
| 역촌삼거리                         | 아산시                     | 송악면                                                        | 송악로 714번길                                                     |                                                        |
| 외암삼거리                         | 아산시                     | 송악면                                                        | 외암로                                                             |                                                        |
| 외암사거리                         | 아산시                     | 송악면                                                        | 강당로 역촌길                                                      |                                                        |
| (이름 없음)                        | 아산시                     | 송악면                                                        | 지방도 제616호선 (송악로)                                          |                                                        |
| 장존 교차로                        | 아산시                     | 국도 제21호선 (온양순환로)                                    | 온양동                                                             | 국도 제21호선과 중복                                   |
| 장존교                             | 아산시                     |                                                               | 온양동                                                             | 국도 제21호선과 중복                                   |
| 좌부 교차로                        | 아산시                     | 지방도 제623호선 (고불로)                                     | 온양동                                                             | 국도 제21호선과 중복                                   |
| 좌부 교차로                        | 아산시                     | 지방도 제623호선 (고불로)                                     | 배방읍                                                             | 국도 제21호선과 중복                                   |
| 금곡천교 남리육교                  | 아산시                     |                                                               |                                                                    | 국도 제21호선과 중복                                   |
| 남동 교차로 (남동지하차도)         | 아산시                     | 국도 제21호선 (온양순환로) 온천대로                           | 국도 제21호선과 중복                                               |                                                        |
| 남동 교차로 (남동지하차도)         | 아산시                     | 국도 제21호선 (온양순환로) 온천대로                           | 국도 제21호선과 중복                                               | 온양동                                                 |
| 신리1교                            | 아산시                     |                                                               |                                                                    |                                                        |
| 구령삼거리 (신리2교) (아산 나들목) | 아산시                     | 32호선 당진청주고속도로                                       |                                                                    |                                                        |
| 탕정교                             | 아산시                     |                                                               |                                                                    |                                                        |
|                                    | 아산시                     | 염치읍                                                        |                                                                    |                                                        |
| 탕정 교차로                        | 아산시                     | 국도 제43호선 (세종평택로) 지방도 제624호선 (이순신대로)      | 지방도 제624호선과 중복                                            |                                                        |
| 백암 교차로                        | 아산시                     | 은행나무길 백암길74번길                                       | 지방도 제624호선과 중복                                            |                                                        |
| 현충사앞 교차로                    | 아산시                     | 은행나무길 현충사길                                           | 지방도 제624호선과 중복                                            |                                                        |
| 송곡2리 교차로                     | 아산시                     | 송곡길                                                        | 지방도 제624호선과 중복                                            |                                                        |
| 석정 교차로                        | 아산시                     | 국도 제45호선 (충무로)                                        | 국도 제45호선과 중복 지방도 제624호선과 중복                       |                                                        |
| 곡교 교차로                        | 아산시                     | 국도 제45호선 (온양순환로) 아산로                             | 국도 제45호선과 중복 지방도 제624호선과 중복                       |                                                        |
| 염치 교차로                        | 아산시                     | 지방도 제624호선 (현대로)                                     | 지방도 제624호선과 중복                                            |                                                        |
| 아산 나들목                        | 아산시                     | 32호선 당진청주고속도로                                       |                                                                    |                                                        |
| 서원 교차로                        | 아산시                     | 국가지원지방도 제70호선 (충절로)                              |                                                                    |                                                        |
| 서원삼거리                         | 아산시                     | 신수리길                                                      |                                                                    |                                                        |
| 아산 교차로                        | 아산시                     | 지방도 제628호선 (아산온천로) (영인로)                        | 영인면                                                             |                                                        |
| 아산1 교차로                       | 아산시                     | 토정로                                                        | 영인면                                                             |                                                        |
| 신운 교차로                        | 아산시                     | 영인로                                                        | 영인면                                                             |                                                        |
| 월선 교차로                        | 아산시                     | 월선길                                                        | 영인면                                                             |                                                        |
| 영인 나들목                        | 아산시                     | 17호선 익산평택고속도로                                       | 영인면                                                             |                                                        |
| 공세 교차로                        | 아산시                     | 공세길                                                        | 인주면                                                             |                                                        |
| 입체 교차로 (인주육교)             | 아산시                     | 국도 제34호선 국도 제38호선 국도 제77호선 (서해로) (장영실로) | 인주면                                                             | 국도 제38, 77호선과 중복                               |
| 아산호 교차로                      | 아산시                     | (도로 이름 없음)                                              | 인주면                                                             | 상행 차선에서 진출 불가 국도 제38, 77호선과 중복       |
| 아산만방조제                       | 아산시                     |                                                               | 인주면                                                             | 국도 제38, 77호선과 중복                               |

기존 구간 (2010년 이전 노선)
- 아산시 장존 교차로 - 온양6동 주민센터 - 읍내사거리 - 청담재 - 풍기2 교차로 - 풍기사거리 - 송악사거리 - 역전삼거리 (온양온천역) - 아고오거리 - 박물관사거리 - 시청사거리 - 실옥사거리 - 옥정사거리 - 아산대교 - 옥정 교차로 - 곡교 교차로

기존 구간 (2020년 이전 노선)
- 아산시 장존 교차로 - 사래육교 - 초사 교차로 - 황산육교 - 행목 교차로 - 읍내 교차로 - 읍내교 - 신달 교차로 - 남성과선교 - 수장 교차로 - 수장교 - 맹사성교 - 곡교 교차로

### 경기도(서울특별시이남 지역)
| 이름                                  | 접속 노선                                       | 소재지 | 소재지                        | 비고                                                    |
| ------------------------------------- | ----------------------------------------------- | ------ | ----------------------------- | ------------------------------------------------------- |
| 아산만방조제                          |                                                 | 평택시 | 현덕면                        | 국도 제38, 77호선과 중복                                |
| 평택호대교                            |                                                 | 평택시 | 현덕면                        | 국도 제38, 77호선과 중복                                |
| 현덕 교차로                           | 국도 제38호선 국도 제77호선 (평택호1길)         | 평택시 | 현덕면                        | 국도 제38, 77호선과 중복                                |
| 기산 교차로                           | 안현로                                          | 평택시 | 현덕면                        |                                                         |
| 인광 교차로                           | 현덕로                                          | 평택시 | 현덕면                        |                                                         |
| 송담사거리                            | 지방도 제313호선 (현덕로)                       | 평택시 | 안중읍                        | 지방도 제313호선과 중복                                 |
| 안중사거리                            | 국도 제38호선 지방도 제313호선 (서동대로)       | 평택시 | 안중읍                        | 지방도 제313호선과 중복                                 |
| 금곡삼거리                            | 안현로                                          | 평택시 | 안중읍                        |                                                         |
| (이름 없음)                           | 용성길                                          | 평택시 | 안중읍                        |                                                         |
| 오뚜기라면 평택공장                   |                                                 | 평택시 | 안중읍                        |                                                         |
| (이름 없음)                           | 청북남로                                        | 평택시 | 청북읍                        |                                                         |
| 평택 서부공설운동장                   |                                                 | 평택시 | 청북읍                        |                                                         |
| 현곡지하차도                          | 지방도 제302호선 (청원로)                       | 평택시 | 청북읍                        | 하행 진입 불가                                          |
| 청북 나들목 (청북 교차로)             | 40호선 평택제천고속도로                         | 평택시 | 청북읍                        |                                                         |
| 고렴지하차도 교차로                   | 고렴길                                          | 평택시 | 청북읍                        |                                                         |
| 요당 교차로                           | 국도 제82호선 (포승향남로) 작은돌래길           | 화성시 | 양감면                        |                                                         |
| 요당 교차로                           | 지방도 제306호선 (암소고개로)                   | 화성시 | 양감면                        |                                                         |
| 지하차도 (이름 없음)                  | 발안공단로                                      | 화성시 | 향남읍                        |                                                         |
| 구문천1리입구                         | 지방도 제309호선 (제약단지로) (제약공단2길)     | 화성시 | 향남읍                        |                                                         |
| 제약공단지하차도 교차로               | 제약공단1길                                     | 화성시 | 향남읍                        |                                                         |
| 풍무교                                | 서봉로 장안로                                   | 화성시 | 향남읍                        |                                                         |
| 상신지하차도 교차로                   | 상신하길로                                      | 화성시 | 향남읍                        |                                                         |
| 제암육교                              |                                                 | 화성시 | 향남읍                        |                                                         |
| 상신 교차로                           | 발안양감로 삼천병마로                           | 화성시 | 향남읍                        | 발안 나들목 (15호선 서해안고속도로)와 간접 연결         |
| 발안교                                |                                                 | 화성시 | 향남읍                        |                                                         |
| 발안 교차로                           | 국가지원지방도 제82호선 (3.1만세로)             | 화성시 | 향남읍                        | 상행 진출 불가 하행 진입 불가                           |
| 제암1육교 발안1육교                   |                                                 | 화성시 | 향남읍                        |                                                         |
| 지월 교차로 (지월육교)                | 지월길                                          | 화성시 | 팔탄면                        |                                                         |
| 율암 교차로 (율암육교)                | 국도 제82호선 (포승향남로)                      | 화성시 | 팔탄면                        |                                                         |
| 팔탄 교차로 (팔탄육교)                | 지방도 제318호선 (시청로)                       | 화성시 | 팔탄면                        |                                                         |
| 자안교                                |                                                 | 화성시 | 팔탄면                        |                                                         |
|                                       | 비봉면                                          | 화성시 |                               |                                                         |
| 자안 교차로 (자안1육교)               | 지방도 제322호선 (주석로) 푸른들판로            | 화성시 | 상행 진입 불가 하행 진출 불가 |                                                         |
| 자안2육교                             |                                                 | 화성시 |                               |                                                         |
| 남비봉팔탄 나들목                     | 400호선 수도권제2순환고속도로 푸른들판로        | 화성시 |                               |                                                         |
| 양노 교차로 (양노1육교)               | 푸른들판로                                      | 화성시 |                               |                                                         |
| 백학 나들목                           | 비봉매송로                                      | 화성시 | 상행 진입 불가 하행 진출 불가 |                                                         |
| 비봉 나들목 (쌍학 교차로) (쌍학1육교) | 15호선 서해안고속도로 지방도 제313호선 (화성로) | 화성시 |                               |                                                         |
| 쌍학1교 쌍학2교 쌍학2육교             |                                                 | 화성시 |                               |                                                         |
| 쌍학3육교                             | 지방도 제313호선 (화성로)                       | 화성시 | 하행 진출만 가능              |                                                         |
| 숙곡교                                |                                                 | 화성시 | 매송면                        |                                                         |
| 숙곡 교차로 (야목육고)                | 국가지원지방도 제84호선 (매송로)                | 화성시 | 매송면                        | 상행 진출 불가 하행 진입 불가                           |
| 함백 교차로                           |                                                 | 화성시 | 매송면                        |                                                         |
| (이름 없음)                           | 매송북길                                        | 화성시 | 매송면                        |                                                         |
| 양촌 나들목                           | 국도 제42호선 (수인로) 국도 제47호선 (서해로)   | 안산시 | 상록구                        | 국도 제42호선과 중복                                    |
| (이름 없음)                           | 반월로 건건로 용담로 건지미길                   | 안산시 | 상록구                        | 국도 제42호선과 중복                                    |
| (이름 없음)                           | 해안로                                          | 안산시 | 상록구                        | 국도 제42호선과 중복                                    |
| 북고개삼거리                          | 용신로                                          | 안산시 | 상록구                        | 국도 제42호선과 중복                                    |
| (이름 없음)                           | 안산대학로                                      | 안산시 | 상록구                        | 국도 제42호선과 중복                                    |
| (이름 없음)                           | 구룡로                                          | 안산시 | 상록구                        | 국도 제42호선과 중복                                    |
| 안산육교 교차로                       | 국도 제42호선 (수인로)                          | 안산시 | 상록구                        | 국도 제42호선과 중복                                    |
| 단원미술관사거리                      | 충장로                                          | 안산시 | 상록구                        |                                                         |
| 안산종합버스터미널 (터미널사거리)     | 항가울로                                        | 안산시 | 상록구                        |                                                         |
| 중앙역사거리                          | 한양대학로 예술대학로                           | 안산시 | 단원구                        |                                                         |
| 한양빌딩사거리 (중앙지하차도)         | 광덕대로                                        | 안산시 | 단원구                        |                                                         |
| 안산우체국사거리                      | 적금로                                          | 안산시 | 단원구                        |                                                         |
| 고잔역삼거리                          | 화정천동로 화정천서로                           | 안산시 | 단원구                        |                                                         |
| 단원구청삼거리                        | 초지로                                          | 안산시 | 단원구                        |                                                         |
| 초지역사거리 (초지역지하차도)         | 동산로                                          | 안산시 | 단원구                        |                                                         |
| 연수원사거리                          | 연수원로 원선1로                                | 안산시 | 단원구                        |                                                         |
| 협성연립삼거리                        | 원선로                                          | 안산시 | 단원구                        |                                                         |
| 안산역삼거리                          | 원곡로                                          | 안산시 | 단원구                        |                                                         |
| 안산역사거리 (안산역지하차도)         | 국가지원지방도 제84호선 (중앙대로) 산단로       | 안산시 | 단원구                        |                                                         |
| 삼정주유소사거리                      | 삼일로                                          | 안산시 | 단원구                        |                                                         |
| 선부고교삼거리                        | 지곡로                                          | 안산시 | 단원구                        |                                                         |
| 서안산 나들목 (도일사거리)            | 50호선 영동고속도로 군자로 순환로               | 안산시 | 단원구                        |                                                         |
| 연성역삼거리                          | 장현능곡로                                      | 시흥시 | 능곡동                        |                                                         |
| 연성삼거리                            | 시흥대로412번길                                 | 시흥시 | 연성동                        |                                                         |
| 시청입구삼거리                        | 시청로                                          | 시흥시 | 연성동                        |                                                         |
| 시흥시청역                            |                                                 | 시흥시 | 연성동                        |                                                         |
| 둔대교차로                            | 동서로                                          | 시흥시 | 연성동                        |                                                         |
| 연성 나들목                           | 지방도 제330호선 (제3경인고속화도로)            | 시흥시 | 연성동                        |                                                         |
| (이름 없음)                           | 비류대로                                        | 시흥시 | 연성동                        |                                                         |
| 포동사거리                            | 하중로                                          | 시흥시 | 매화동                        |                                                         |
| (이름 없음)                           | 미산로                                          | 시흥시 | 신현동                        |                                                         |
| (이름 없음)                           | 은행로                                          | 시흥시 | 은행동                        |                                                         |
| 복음자리입구 교차로                   | 국도 제42호선 (수인로)                          | 시흥시 | 신천동                        | 국도 제42호선과 중복                                    |
| 신천사거리                            | 신천로                                          | 시흥시 | 신천동                        | 국도 제42호선과 중복                                    |
| 신천육교삼거리                        | 국도 제42호선 (수인로)                          | 시흥시 | 신천동                        | 국도 제42호선과 중복                                    |
| 소래초등학교                          |                                                 | 시흥시 | 신천동                        |                                                         |
| 시흥시보건소                          |                                                 | 시흥시 | 대야동                        |                                                         |
| 대야오거리                            | 서해안로 복지로91번길                           | 시흥시 | 대야동                        | 시흥 나들목 (100호선 수도권제1순환고속도로)와 간접 연결 |
| (이름 없음)                           | 하우로                                          | 시흥시 | 대야동                        |                                                         |
| 여우고개                              |                                                 | 부천시 | 소사구                        |                                                         |
| 소사본동행정복지센터                  |                                                 | 부천시 | 소사구                        |                                                         |
| 소사삼거리                            | 국도 제46호선 (경인로) 경인옛길                 | 부천시 | 소사구                        | 국도 제46호선과 중복                                    |
| 소명지하차도                          | 원미로                                          | 부천시 | 소사구                        | 국도 제46호선과 중복                                    |
| 하우고개입구                          | 하우로                                          | 부천시 | 소사구                        | 국도 제46호선과 중복                                    |
| 부천역 (부천역남부사거리)             | 성주로                                          | 부천시 | 소사구                        | 국도 제46호선과 중복                                    |
| 심곡고가사거리                        | 국도 제46호선 (경인로)                          | 부천시 | 소사구                        | 국도 제46호선과 중복                                    |
| 전화국사거리                          | 부일로 신흥로                                   | 부천시 | 원미구                        |                                                         |
| 부천북부역사거리                      | 부일로                                          | 부천시 | 원미구                        |                                                         |
| 장말삼거리                            | 장말로                                          | 부천시 | 원미구                        |                                                         |
| 복개천사거리                          | 부흥로                                          | 부천시 | 원미구                        |                                                         |
| 원미구청                              |                                                 | 부천시 | 원미구                        |                                                         |
| 조마루사거리                          | 조마루로                                        | 부천시 | 원미구                        |                                                         |
| 춘의역 (춘의사거리)                   | 길주로                                          | 부천시 | 원미구                        |                                                         |
| 도당사거리                            | 수도로                                          | 부천시 | 원미구                        |                                                         |
| 내촌사거리                            | 부천로 삼작로                                   | 부천시 | 오정구                        |                                                         |
| 상오정삼거리                          | 옥산로                                          | 부천시 | 오정구                        |                                                         |
| 내동사거리                            | 삼작로 신흥로                                   | 부천시 | 오정구                        |                                                         |
| 부천 나들목                           | 120호선 경인고속도로                            | 부천시 | 오정구                        |                                                         |
| 산업길사거리                          | 국도 제6호선 국도 제77호선 (오정로)             | 부천시 | 오정구                        | 국도 제6호선 국도 제77호선과 중첩                       |
| (이름 없음)                           | 국도 제6호선 국도 제77호선 (오정로)             | 부천시 | 오정구                        | 국도 제6호선 국도 제77호선과 중첩                       |
| 공영주차장삼거리                      | 벌말로                                          | 부천시 | 오정구                        |                                                         |
| 박촌교삼거리                          | 경명대로                                        | 부천시 | 오정구                        |                                                         |

- 공사 구간 (2014년 완공 예정) : 시흥시 하중동 ~ 대야 교차로

### 서울특별시·김포시·인천광역시
| 이름                      | 접속 노선                                                                      | 소재지     | 소재지 | 비고                           |
| ------------------------- | ------------------------------------------------------------------------------ | ---------- | ------ | ------------------------------ |
| (이름 없음)               | 동양로                                                                         | 서울특별시 | 강서구 |                                |
| 인천계양초등학교 상야분교 |                                                                                | 인천광역시 | 계양구 |                                |
| 수송도로삼거리            | 드림로                                                                         | 김포시     | 고촌읍 |                                |
| 고촌 나들목               | 국도 제48호선 김포대로                                                         | 김포시     | 고촌읍 |                                |
| (이름 없음)               | 국가지원지방도 제78호선 (금포로)                                               | 김포시     | 고촌읍 | 국가지원지방도 제78호선과 중복 |
| 개화 나들목               | 서울특별시도 제88호선 (올림픽대로) 서울특별시도 제92호선 (개화동로) 김포한강로 | 서울특별시 | 강서구 | 국가지원지방도 제78호선과 중복 |
| 행주대교                  |                                                                                | 서울특별시 | 강서구 | 국가지원지방도 제78호선과 중복 |

### 경기도 (서울특별시이북 지역)
| 이름                              | 접속 노선                          | 소재지   | 소재지 | 비고                                                         |
| --------------------------------- | ---------------------------------- | -------- | ------ | ------------------------------------------------------------ |
| 행주대교                          |                                    | 고양시   | 덕양구 | 국가지원지방도 제78호선과 중복                               |
| 행주대교 나들목                   | 국도 제77호선 (자유로)             | 고양시   | 덕양구 | 국가지원지방도 제78호선과 중복                               |
| 행주고가 교차로                   | 행신로 행주로                      | 고양시   | 덕양구 | 국가지원지방도 제78호선과 중복                               |
| 능곡육교앞 교차로                 | 호수로                             | 고양시   | 덕양구 | 국가지원지방도 제78호선과 중복                               |
| 토당 교차로                       | 새빛로                             | 고양시   | 덕양구 | 국가지원지방도 제78호선과 중복                               |
| 대장동입구 교차로                 | 대주로 토당로                      | 고양시   | 덕양구 | 국가지원지방도 제78호선과 중복                               |
| 토당육교 교차로                   | 중앙로 지도로                      | 고양시   | 덕양구 | 국가지원지방도 제78호선과 중복                               |
| 화정고교앞삼거리 (화정고등학교)   | 화정로                             | 고양시   | 덕양구 | 국가지원지방도 제78호선과 중복                               |
| 명지병원앞 교차로                 | 호국로627번길                      | 고양시   | 덕양구 | 국가지원지방도 제78호선과 중복                               |
| 화수초등학교앞 교차로             | 화수로                             | 고양시   | 덕양구 | 국가지원지방도 제78호선과 중복                               |
| (고양어울림누리 입구) 주교 교차로 | 어울림로 새빛로                    | 고양시   | 덕양구 | 국가지원지방도 제78호선과 중복                               |
| 신원당마을앞 교차로               | 원당로                             | 고양시   | 덕양구 | 국가지원지방도 제78호선과 중복                               |
| 성사동사거리                      | 지방도 제356호선 (고양대로)        | 고양시   | 덕양구 | 국가지원지방도 제78호선과 중복                               |
| 성사지하차도입구 교차로           | 마상로                             | 고양시   | 덕양구 | 국가지원지방도 제78호선과 중복                               |
| 원당주공아파트앞 교차로           | 호국로834번길                      | 고양시   | 덕양구 | 국가지원지방도 제78호선과 중복                               |
| (성사동)                          | 충장로                             | 고양시   | 덕양구 | 국가지원지방도 제78호선과 중복                               |
| 왕릉 교차로                       | 새빛로                             | 고양시   | 덕양구 | 국가지원지방도 제78호선과 중복                               |
| 낙타고개삼거리                    | 원당로                             | 고양시   | 덕양구 | 국가지원지방도 제78호선과 중복                               |
| 원신동주민센터앞 교차로           | 호국로1254번길                     | 고양시   | 덕양구 | 국가지원지방도 제78호선과 중복                               |
| 대자삼거리                        | 국도 제1호선 (통일로)              | 고양시   | 덕양구 | 국가지원지방도 제78호선과 중복 상행 진출 불가 하행 진입 불가 |
| 벽제역앞 교차로                   | 호국로1427번길 호국로1430번길      | 고양시   | 덕양구 | 국가지원지방도 제78호선과 중복                               |
| 선유동입구 교차로                 | 서리골길 호국로1539번길            | 고양시   | 덕양구 | 국가지원지방도 제78호선과 중복                               |
| 빈정동입구 교차로                 | 호국로1595번길                     | 고양시   | 덕양구 | 국가지원지방도 제78호선과 중복                               |
| 고양1교앞 교차로                  | 읍내로                             | 고양시   | 덕양구 | 국가지원지방도 제78호선과 중복                               |
| 고양동행정복지센터                | 벽제관로                           | 고양시   | 덕양구 | 국가지원지방도 제78호선과 중복                               |
| 고양2교앞 교차로                  | 국가지원지방도 제78호선 (동헌로)   | 고양시   | 덕양구 | 국가지원지방도 제78호선과 중복                               |
| 목암동삼거리                      | 호국로1907번길                     | 고양시   | 덕양구 |                                                              |
| 목암 교차로 (일영1교)             | 호국로                             | 양주시   | 장흥면 | 상행 진입 불가 하행 진출 불가                                |
| 일영2교 장흥1교                   |                                    | 양주시   | 장흥면 |                                                              |
| 장흥터널                          |                                    | 양주시   | 장흥면 | 연장 2,020m                                                  |
| 부곡 교차로 (부곡1교)             | 국가지원지방도 제39호선 (가마골로) | 양주시   | 장흥면 |                                                              |
| 울대터널                          |                                    | 양주시   | 장흥면 | 연장 430m                                                    |
| 울대3교                           |                                    | 양주시   | 장흥면 |                                                              |
| 울대 교차로                       | 호국로                             | 양주시   | 장흥면 | 상행 진출 불가 하행 진입 불가                                |
| 경민광장 교차로                   | 서부로 호국로                      | 의정부시 | 흥선동 |                                                              |
| 가능삼거리                        | 흥선로                             | 의정부시 | 흥선동 |                                                              |
| 가능삼거리                        | 흥선로                             | 의정부시 | 가능동 |                                                              |
| 신촌건널목 교차로                 | 녹양로 의정로                      | 의정부시 |        |                                                              |
| 의정부지방법원                    |                                    | 의정부시 |        |                                                              |
| 가능 교차로                       | 평화로                             | 의정부시 | 종점   |                                                              |

## 도로명
충청남도
- 부여군 은산면 신대리삼거리 ~ 은산중학교 : 은동로
- 부여군 은산면 은산중학교 ~ 공주시 신풍면 산정 교차로 : 충의로
- 공주시 신풍면 산정 교차로 ~ 유구읍 만천 교차로 : 차동로
- 공주시 유구읍 만천 교차로 ~ 만년교앞 교차로 : 유구외곽로
- 공주시 유구읍 만년교앞 교차로 ~ 수촌교삼거리 : 중앙1길
- 공주시 유구읍 수촌교삼거리 ~ 각흘고개 : 금계산로
- 아산시 송악면 각흘고개 ~ 장존동 장존 교차로 : 외암로
- 아산시 장존동 장존 교차로 ~ 염치읍 곡교 교차로 : 온양순환로
- 아산시 염치읍 곡교 교차로 ~ 인주면 (인주육교) : 아산로
- 아산시 인주면 (인주육교) ~ 아산만방조제 : 서해로

경기도 (서울특별시 포함)
- 평택시 현덕면 아산만방조제 ~ 안산시 상록구 양촌 나들목 : 서해로
- 안산시 상록구 양촌 나들목 ~ 안산육교 교차로 : 수인로
- 안산시 상록구 안산육교 교차로 ~ 단원구 안산역사거리 : 중앙대로
- 안산시 단원구 안산역사거리 ~ 도일사거리 : 산단로
- 안산시 단원구 도일사거리 ~ 시흥시 복음자리입구 교차로 : 시흥대로
- 시흥시 복음자리입구 교차로 ~ 신천육교삼거리 : 수인로
- 시흥시 신천육교삼거리 ~ 부천시 소사구 소사삼거리 : 호현로
- 부천시 소사구 소사삼거리 ~ 심곡고가사거리 : 경인로
- 부천시 소사구 심곡고가사거리 ~ 원미구 전화국사거리 : 신흥로
- 부천시 원미구 전화국사거리 ~ 북부역사거리 : 부일로
- 부천시 원미구 북부역사거리 ~ 오정구 내촌사거리 : 부천로
- 부천시 오정구 내촌사거리 ~ 내동사거리 : 삼작로
- 부천시 오정구 내동사거리 ~ 산업길사거리 : 신흥로
- 부천시 오정구 산업길사거리 ~ (이름 없음) : 오정로
- 부천시 오정구 (이름 없음) ~ 공영주차장삼거리 : 석천로
- 부천시 오정구 공영주차장삼거리 ~ 김포시 고촌읍 고촌 나들목 : 벌말로
- 김포시 고촌읍 고촌 나들목 ~ 서울특별시 강서구 개화동 : 김포대로
- 서울특별시 강서구 개화동 ~ 행주대교 : 개화동로
- 고양시 덕양구 행주대교 ~ 양주시 장흥면 목암 교차로 : 호국로
- 양주시 장흥면 목암 교차로 ~ 울대 교차로 : 신호국로
- 양주시 장흥면 울대 교차로 ~ 의정부시 흥선동 경민광장 교차로 : 호국로
- 의정부시 흥선동 경민광장 교차로 ~ 가능동 법원앞 교차로 : 서부로
- 의정부시 가능동 법원앞 교차로 ~ 가능 교차로 : 가금로

## 자동차 전용도로 구간
아래 구간은 국토교통부에서 지정한 자동차 전용도로 구간이므로 보행자, 자전거 등은 통행할 수 없다. 이륜자동차 (모터사이클 혹은 오토바이)는 긴급자동차 (싸이카 및 소방용 모터사이클 등)에 한해 통행이 가능하며, 그 밖의 이륜자동차와 경운기, 우마차, 트랙터, 손수레는 통행할 수 없다.
| 도로명                                       | 시점                                       | 종점                                       | 총연장 (km) | 차로수 | 지정일           |
| -------------------------------------------- | ------------------------------------------ | ------------------------------------------ | ----------- | ------ | ---------------- |
| 온양순환로                                   | 충청남도 아산시 신창면 읍내리(읍내 교차로) | 충청남도 아산시 염치읍 염성리(곡교 교차로) | 6.6         | 4      | 2003년 1월 6일   |
| 아산시 국도대체우회도로 (염성 ~ 용두간 도로) | 충청남도 아산시 염치읍 염성리(곡교 교차로) | 충청남도 아산시 염치읍 석정리(석정 교차로) | 2.82        | 4      | 2017년 1월 26일  |
| 배방 ~ 탕정간 도로                           | 충청남도 아산시 신동                       | 충청남도 아산시 탕정면 용두리              | 4.9         | 4      | 2005년 5월 17일  |
| 새빛로 (토당 ~ 관산간도로)                   | 경기도 고양시 덕양구 토당동(토당 교차로)   | 경기도 고양시 덕양구 관산동(관산 교차로)   | 9.34        | 4      | 2010년 3월 26일  |
| 신호국로 (장흥 ~ 송추 우회도로)              | 경기도 양주시 장흥면 일영리(목암 교차로)   | 경기도 양주시 장흥면 울대리(울대 교차로)   | 6.88        | 4~6    | 2016년 10월 27일 |

## 같이 보기
- 국가지원지방도 제39호선